# Satyros de Priène
Pour les articles homonymes, voir Satyros.
Satyros de Priène (en grec ancien : Σάτυρος) est un architecte grec du IVe siècle av. J.-C.
Satyros est surtout connu par le tombeau érigé à l'intention de Mausole par Artémise II, sa sœur et veuve, qu'il a supervisé : le Mausolée d'Halicarnasse qui figure parmi les sept merveilles du monde. 
Les architectes Satyros et Pythéos, tous deux originaires de Priène, et les sculpteurs Scopas, Léocharès, Bryaxis et Timothéos, terminèrent le travail après la mort d'Artémise, certains d'entre eux ne travaillant que pour le renom qu'ils en acquéraient. 